# Cheri, Cheri Lady
A Cheri, Cheri Lady (magyarul: Kedves hölgy) egy 1985-ös popsláger, amely a Modern Talking együttes harmadik kislemeze, az együttes második Let's Talk About Love című nagylemezéről, amely az album egyetlen megjelent kislemeze lett.
A dal 1985. szeptember 2-án jelent meg Nyugat-Németországban, ahol 1985. október 14-én jutott fel a német slágerlista tetejére.
Ez volt a Modern Talking sorban harmadik slágere, amely a német kislemezlistán az első helyet érte el a „You’re My Heart, You’re My Soul” és „You Can Win If You Want” után. 
A kislemez négy hetet töltött az élen és összesen 24 hetet a nyugatnémet kislemezlistán, ahol több mint 250 000 darabot adtak el belőle, majd aranylemez lett és számos országban elérte a slágerlisták első helyét.

## Története
Az első nagylemez sikerein felbuzdulva, az előző kislemez és az album is még a slágerlistákon volt, amikor 1985 nyarán 
Dieter Bohlen, a dal szerzője, újabb dalokat kezdett írni. Bohlen kezdetben nem volt meggyőződve a dal sikeréről, ahogy a kollégái sem.
Egyszerűsége miatt inkább félrerakta volna, azonban a stúdiófelvételek alatt Thomas Anders szerette volna felénekelni a dalt. 
Anders ösztöne helyesnek bizonyult, mert miután elkészültek a könnyed, fülbemászó dallam felvételeivel, a végeredményt annyira biztatónak érezték, hogy 1985. szeptember 2-án rögtön ki is adták kislemezként, a lemez B oldalán a szám instrumentális változatával.
A Cheri, Cheri Lady nagy sikernek bizonyult. Németországon kívül Ausztria, Svájc, Norvégia, Görögország, Törökország, Finnország és Hongkong slágerlistáján is első helyezett lett.
1985. november 30-án a Modern Talking előadta a dalt a német ZDF csatorna Peter's Pop Show című műsorában. 1998-ban egy újrakevert változat is megjelent a Modern Talking Back for Good című albumán, Cheri, Cheri Lady '98 címmel. Később a dal minden Modern Talking válogatásalbumon megjelent és számos más előadó is feldolgozta.

## Formátumok és tracklista
7" (Hansa 107 670) (BMG)  (Megjelent: 1985. szeptember 2-án)
| Sorszám | Cím                                      | Időtartam |
| ------- | ---------------------------------------- | --------- |
| 1.      | Cheri, Cheri Lady                        | 3:45      |
| 2.      | Cheri, Cheri Lady (Instrumental Version) | 3:37      |

12" (Hansa 601 950) (BMG)  (Megjelent: 1985. szeptember 2-án)
| Sorszám | Cím                                       | Időtartam |
| ------- | ----------------------------------------- | --------- |
| 1.      | Cheri, Cheri Lady (Special Dance Version) | 4:52      |
| 2.      | Cheri, Cheri Lady (Instrumental Version)  | 3:37      |

## Slágerlistás helyezések
| 1985 | Cheri, Cheri Lady | 1 | 3 | 1 | 18 | 1 | 14 | 1 | 13 | 1 | 1 | 1 | 3 |

## Feldolgozások
A Cheri, Cheri Lady-nek számos feldolgozása született az elmúlt évtizedek alatt. 
A következő táblázat időrendben sorol fel néhány ismertebb átdolgozást. 

| Év   | Előadó           | Szám címe                           | Album címe               | Zenei stílus | YouTube hivatkozás |
| ---- | ---------------- | ----------------------------------- | ------------------------ | ------------ | ------------------ |
| 1986 | Neoton Família   | Cheri Cheri Lady                    | kislemez                 | diszkó       |                    |
| 1987 | Saragossa Band   | Cheri Cheri Lady                    | Das Super Za-Za-Zabadak  | diszkó       |                    |
| 2001 | Hupikék Törpikék | Csigabiga bébi                      | 9: Örökzöldek Hupikékben | szintipop    |                    |
| 2012 | Quick Step       | Cheri Cheri Lady                    |                          |              |                    |
| 2013 | Frosttide        | Cheri, Cheri Lady                   | Awakening                | heavy metal  |                    |
| 2016 | Thomas Anders    | Cheri, Cheri Lady (New Hit Version) | History                  | szintipop    |                    |
| 2018 | Mark Ashley      | Cheri Cheri Lady                    |                          | szintipop    |                    |
| 2019 | Dieter Bohlen    | Cheri, Cheri Lady (New DB Version)  | Das Mega Album!          | szintipop    |                    |
| 2019 | Capital Bra      | Cherry Lady                         | kislemez                 | rap          |                    |
| 2022 | Maléna           | Cheri Cheri Lady                    |                          | popzene      |                    |

## Cheri, Cheri Lady '98
A Cheri, Cheri Lady '98 a Modern Talking hetedik Back for Good című albumának második kislemeze a Brother Louie '98
korongján találharó track, amely a Cheri, Cheri Lady eredeti, 1985-ös verziójának újracsomagolt változata. 
A duó újraegyesülése után Eric Singleton közreműködésével létrehoztak egy rapbetétes verziót is.